# Giovanni Montanari
Giovanni Montanari (ur. 24 kwietnia 1976 roku w Bolonii) – włoski kierowca wyścigowy.

## Kariera
Montanari rozpoczął karierę w wyścigach samochodowych w 1996 roku od startów w Pucharze Narodów Formuły Opel Lotus. Został tam sklasyfikowany na dziewiątej pozycji w klasyfikacji generalnej. Rok później w tej samej serii był mistrzem. W późniejszych latach pojawiał się także w stawce Formuły Opel Challenge, Europejskiej Formuły Opel, Formuły 3000, Włoskiej Formuły 3000 oraz Europejskiej Formuły 3000.
W Formule 3000 Włoch startował w latach 1998-1999. Jedynie w pierwszym sezonie startów kwalifikował się do wyścigów. Został wówczas sklasyfikowany na 27. miejscu w końcowej klasyfikacji kierowców.